# دهکستان
روستای دهکستان یکی از روستاهای شهرستان داراب در استان فارس کشور ایران می‌باشد. بیشتر مردم این روستا به کار کشاورزی مشغول می‌باشند. کشاورزی این روستا شامل گندم، ذرت دانه‌ای و پنبه می‌شود.

## جمعیت
این روستا در دهستان بختاجرد قرار دارد و براساس سرشماری مرکز آمار ایران در سال ۱۳۸۵، جمعیت آن ۱۹۰ نفر (۴۵خانوار) بوده‌است.